# Kathrin Hosemann
Kathrin Hosemann (* 21. Juli 1990) ist eine ehemalige deutsche Fußballspielerin.

## Karriere
Aus der U17-Nachwuchsmannschaft des FC Bayern München hervorgegangen, rückte Hosemann zur Saison 2006/07 in die zweite Mannschaft auf. Für die erste Mannschaft kam sie am 10. Juni 2007 (22. Spieltag) bei der 1:2-Niederlage im Heimspiel gegen den TSV Crailsheim mit Einwechslung zur zweiten Halbzeit für Katharina Würmseer zum Einsatz. Es blieb ihr einziges Bundesligaspiel. Zur Saison 2007/08 wechselte sie zum Zweitligisten FFC Wacker München, blieb jedoch ohne Punktspieleinsatz. In der Folgesaison kam sie dann in zwei Punktspielen zum Einsatz. Nach einer Auszeit setzte sie ihre Karriere ab der Saison 2011/12 in der zweiten Mannschaft der Münchnerinnen in der viertklassigen Bayernliga fort. Mit Abschluss der Saison 2013/14 beendete sie ihre Fußballerkarriere.